# NGC 350
NGC 350 is een elliptisch sterrenstelsel in het sterrenbeeld Walvis. Het hemelobject werd op 27 september 1864 ontdekt door de Duitse astronoom Albert Marth.

## Synoniemen
- PGC 3690
- MCG -1-3-69
- NPM1G -07.0040

## HD 6031
Vanaf de aarde gezien staat het stelsel NGC 350 schijnbaar dicht bij de ster HD 6031 (magnitude 7). Op sommige telescopisch verkregen foto's waar NGC 350 op te zien is, kan tevens het schijnsel van HD 6031 opgemerkt worden. Zie ook de stelsels NGC 345, NGC 347, en NGC 349 die zich eveneens schijnbaar dichtbij HD 6031 bevinden.